# 구로사키 히사시
구로사키 히사시(일본어: 黒崎 久志, 1968년 5월 8일 ~ )는 일본의 전 축구 선수이다.

## 구단 경력
1987년 일본 사커 리그의 혼다 기연에 입단했다. 1992년까지 95경기에 출전하여, 31득점을 넣었다. 1992년 J1리그의 가시마 앤틀러스로 이적했다. 1996년에 J1리그 우승을 차지했다. 1997년까지 144경기에 출전하여, 48득점을 넣었다. 1998년부터 2000년까지 교토 퍼플 상가와 비셀 고베에서 뛰었다. 2001년 J2리그의 알비렉스 니가타로 이적했다. 2002년부터 2003년까지 오미야 아르디자에서 뛰었다. 2003년후 현역 은퇴.

## 국가대표팀 경력
그는 1988년 AFC 아시안컵에 참가할 일본 국가대표 B팀에 발탁되었다.
그는 1989년 5월 5일 대한민국과의 경기에서 일본 국가대표팀에 데뷔했다. 1990년 아시안 게임에도 출전했다. 그는 1997년까지 국제 A매치 통산 24경기에 출전, 4득점을 넣었다.

## 통계
| 일본 | 일본 | 일본 |
| 연도 | 출전 | 득점 |
| ---- | ---- | ---- |
| 1989 | 7    | 1    |
| 1990 | 2    | 0    |
| 1991 | 0    | 0    |
| 1992 | 0    | 0    |
| 1993 | 1    | 0    |
| 1994 | 1    | 0    |
| 1995 | 10   | 3    |
| 1996 | 2    | 0    |
| 1997 | 1    | 0    |
| 통산 | 24   | 4    |